# 達菲鴨
達菲鴨（英語：Daffy Duck），又稱為太菲鴨、酷酷鴨、薑母鴨，是一個在樂一通動畫系列裡出现的一个虚构卡通人物。

## 角色
起初，他是樂一通的大明星。但後來，兔巴哥似乎取代了他的地位。所以，他在現代的樂一通動畫中，是一位非常自私，愛出風頭和經常闖禍的角色。而他和兔八哥的關係更是差至極點。
达菲鸭最早出现于1936年动画片《波基猎鸭》中，当时名叫“那只该死的蠢鸭子”，是一个被猎人追踪的“逃犯”，一年后在动画片《达菲和书呆子》中第二次露面时就定名为“达菲鸭”。达菲鸭出现后大受欢迎，很快成为华纳公司确定的动画角色，并有了自己的卡通系列片，经常与兔八哥、波基猪一起出现在动画片中。
达菲鸭具有鲜明的性格：十分泼辣，疯疯癫癫，极为自信。同用心险恶的坏蛋周旋时，它常能使对手自食其果。1939年在动画片《达菲鸭在好莱坞》中，它扮演了一个专横的电影导演，1940年在动画片《达菲鸭在飞行器中》中，它又成了一个胆大冒失的飞行员……只有在和兔八哥的许多较量中，这只语速奇快、喋喋不休的鸭子才时常感到傲气受挫。在一系列动画片中，达菲对兔八哥耍尽伎俩，但总是惨遭失败，结局总是它爬向大嚼特嚼胡萝卜的兔八哥，并且嘴里哀叹道：“你可真卑鄙！”
《罗宾汉达菲》是达菲最好的动画片，达菲扮成罗宾汉，白费唇舌地劝说波基猪加入它的队伍，但结果却适得其反；在《渴鸭》中，干渴难熬的达菲在沙漠中找水，结果只找到了无用的黄金……
与其他华纳动画明星一样，1969年达菲从银幕中淡出，但仍活跃在电视动画节目《兔八哥和他的朋友》中。
1951年达菲鸭开始在连环漫画期刊中出现，先在《赫尼里鹰》中当客串角色，后又在《埃尔默·富德》中长期做配角。1954年12月，达菲替代了在《乐一通和欢乐小旋律》期刊中的埃尔默·富德形象，一直连载到1962年该刊结束。1955年4月《达菲》独立成期刊，1959年刊名扩展成《达菲鸭》。达菲还出现在《兔八哥》、《埃尔默·富德》、《恶棍塔斯马尼亚和他好吃的朋友》以及1975年复出的《乐一通》等许多其他连环漫画期刊中。